# Partidul Liberal ’93
Partidul Liberal 1993 (prescurtat PL'93) a fost un partid politic din România, format în 1993, prin fuziunea Partidului Național Liberal-Aripa Tânără (PNL-AT) cu o grupare desprinsă din Partidul Național Liberal-Convenția Democrată (PNL-CD), care rămăsese alături de CDR în 1992. La 14 iunie 1997, PL'93 fuzionează cu PNL-CD, sub numele Partidul Liberal, iar la 7 septembrie 1998 acest partid s-a reintegrat în PNL.